# Firlejów
Firlejów – część wsi Wola Więcławska w Polsce, położona w województwie małopolskim, w powiecie krakowskim, w gminie Michałowice. 
W latach 1975–1998 Firlejów administracyjnie należał do województwa krakowskiego.